# Georges Rousse
 (mai 2016).
Georges Rousse, né le 28 juillet 1947 à Paris, est un photographe plasticien français.

## Biographie
Depuis le Noël de ses 9 ans où il reçut en cadeau un Brownie Flash de Kodak, l'appareil photo n'a plus quitté Georges Rousse[Interprétation personnelle ?]. Alors qu'il est étudiant en médecine à Nice, il décide d'apprendre chez un professionnel les techniques de prise de vue et de tirage puis de créer son propre studio de photographie d'architecture. De plus en plus, sa passion le pousse à se consacrer entièrement à une pratique artistique de ce médium sur la trace des grands maîtres américains, Edward Steichen, Alfred Stieglitz ou Ansel Adams.[Interprétation personnelle ?]
C'est avec la découverte des œuvres du Land art et du Carré noir sur fond blanc de Kasimir Malevitch, que Georges Rousse choisit d'intervenir dans le champ photographique établissant une relation de la peinture à l'espace. Il investit alors des lieux abandonnés qu'il affectionne depuis toujours en les transformant en espace pictural et en y construisant une œuvre éphémère, unique, que seule la photographie restitue.[Interprétation personnelle ?]
Pour permettre aux spectateurs de partager son expérience de l'Espace il présente, dès le début des années 1980, ses images en tirages de grand format. Cette œuvre forte et singulière qui déplace les frontières entre les médias traditionnels s'est immédiatement imposée dans le paysage de l'art contemporain.[Interprétation personnelle ?]
Depuis sa première exposition à la galerie de France en 1981 à Paris, Georges Rousse a exposé en Europe, en Asie (Japon, Corée, Chine, Népal), aux États-Unis, au Québec, en Amérique latine…, poursuivant son chemin artistique au-delà des modes[Interprétation personnelle ?]. Il a participé à de nombreuses biennales : Biennale de Paris, Biennale de Venise, Biennale de Sidney.
Il est représenté par plusieurs galeries européennes et à New York.

## Œuvres et style

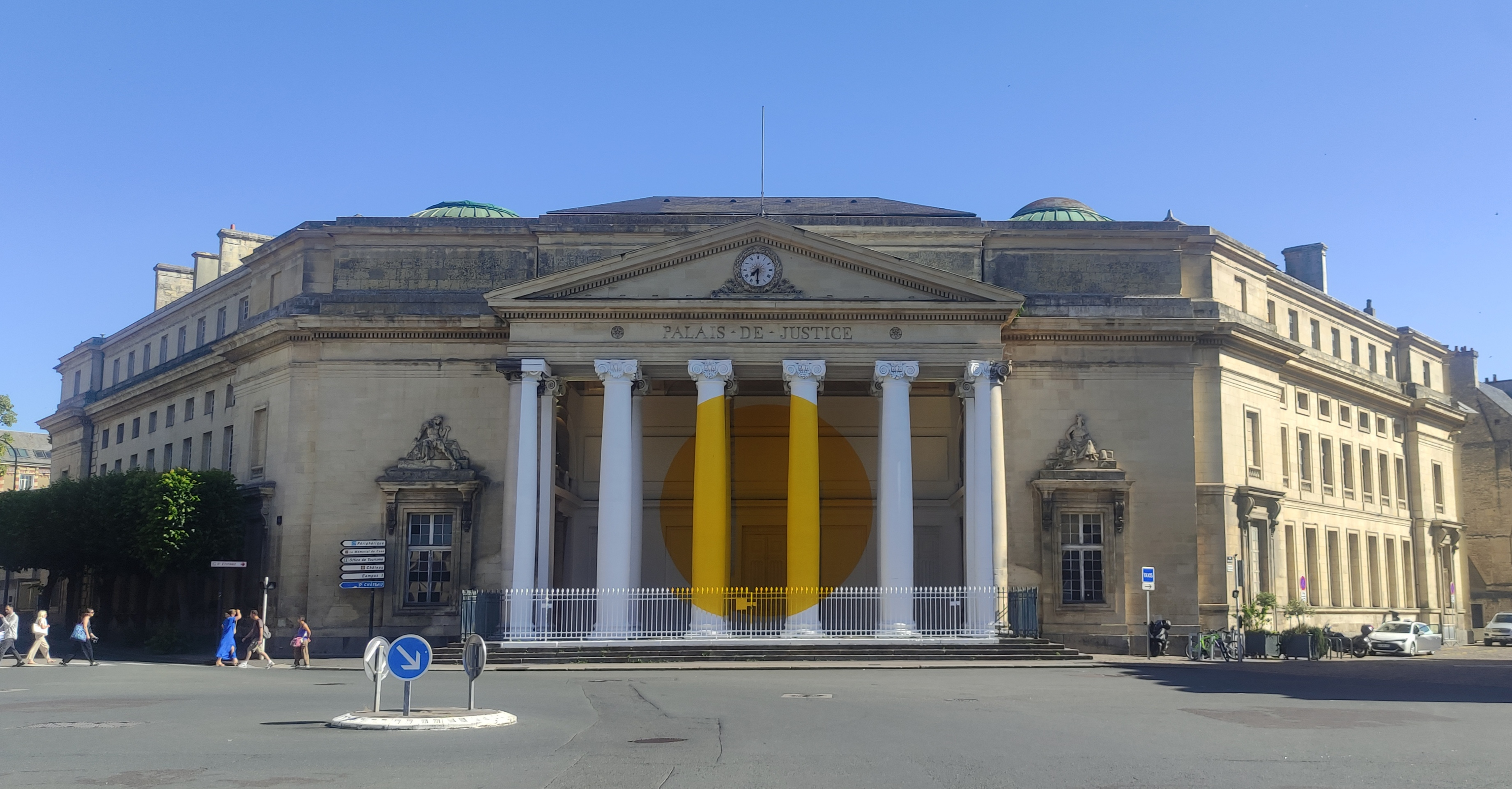
Œuvre de Georges Rousse sur l'ancien palais de justice de Caen dans le cadre du Millénaire de la ville.

Les photos de Georges Rousse sont souvent prises dans des lieux abandonnés ; il intervient sur l’architecture du lieu suivant le principe de l’anamorphose, suivant la vision qu'il a dans son appareil photographique. Son travail s'organise à partir de cet unique point de vue. À la fin de la transformation de l'espace, il prend le lieu en photographie,.
Georges Rousse ajoute à ses expositions ses dessins préparatoires et des installations in situ.
En 2008, Georges Rousse succède à Sol Lewitt comme membre associé de l'Académie royale de Belgique.

## Distinctions

### Prix
- 1988 : prix ICP (International Center of Photography)[5]
- 1989 : prix de dessin du Salon de Montrouge[6]
- 1993 : Grand Prix national de la photographie

### Décorations
- Officier de l'ordre des Arts et des Lettres Il est promu au grade d’officier le 23 mars 2017[7].

## Expositions
- Espace(s) : métamorphoses poétiques, du 13 septembre au 14 décembre 2014, base sous-marine de Bordeaux
- Thiers 2014 , du 4 juin 2014 au 14 septembre 2014, Le Creux de l'enfer, Thiers
- Polygones, du 8 février au 7 avril 2019, musée départemental Thomas-Dobrée à Nantes
- L’Émoi photographique - Rétrospective 1980 - 2000 , du 10 juillet au 15 août 2021, musée d'Angoulême à Angoulême

### Filmographie
- (en) Bending Space: Georges Rousse and The Durham Project, Kenny Dalsheimer. Productions Penelope Maunsell - The groove. (56 min. DVCPro HD, HDCam, DigiBeta, HDV, HD DVD). 2007.
- Contacts, de Jean-Pierre Krief, Arte France, (France, 29 min). 2002.

### Cédérom
- Dictionnaire multimédia de l'art moderne et contemporain, CD-ROM, éd. Hazan, Videomuseum, RMN, Akal, 1996.